# Hyūga (Miyazaki)
Hyūga (japanisch 日向市, -shi) ist eine japanische Stadt in der Präfektur Miyazaki auf der südjapanischen Insel Kyūshū.

## Geographie
Hyūga liegt nördlich von Miyazaki und südlich von Nobeoka am Pazifischen Ozean.

## Geschichte
Die Ortschaft Hyūga wurde am 1. April 1951 zur Stadt.

## Wirtschaft
In den 1960er Jahren entwickelte sich ein Zucker-, Chemie- und Textilindustrie. Dazu kamen Ölspeicher und Holzbearbeitungsanlagen. Hyūga ist seit alters her bekannt für die Herstellung von weißen Steinen für das Go-Spiel aus dicken Muschelschalen.

## Verkehr
- Straße:

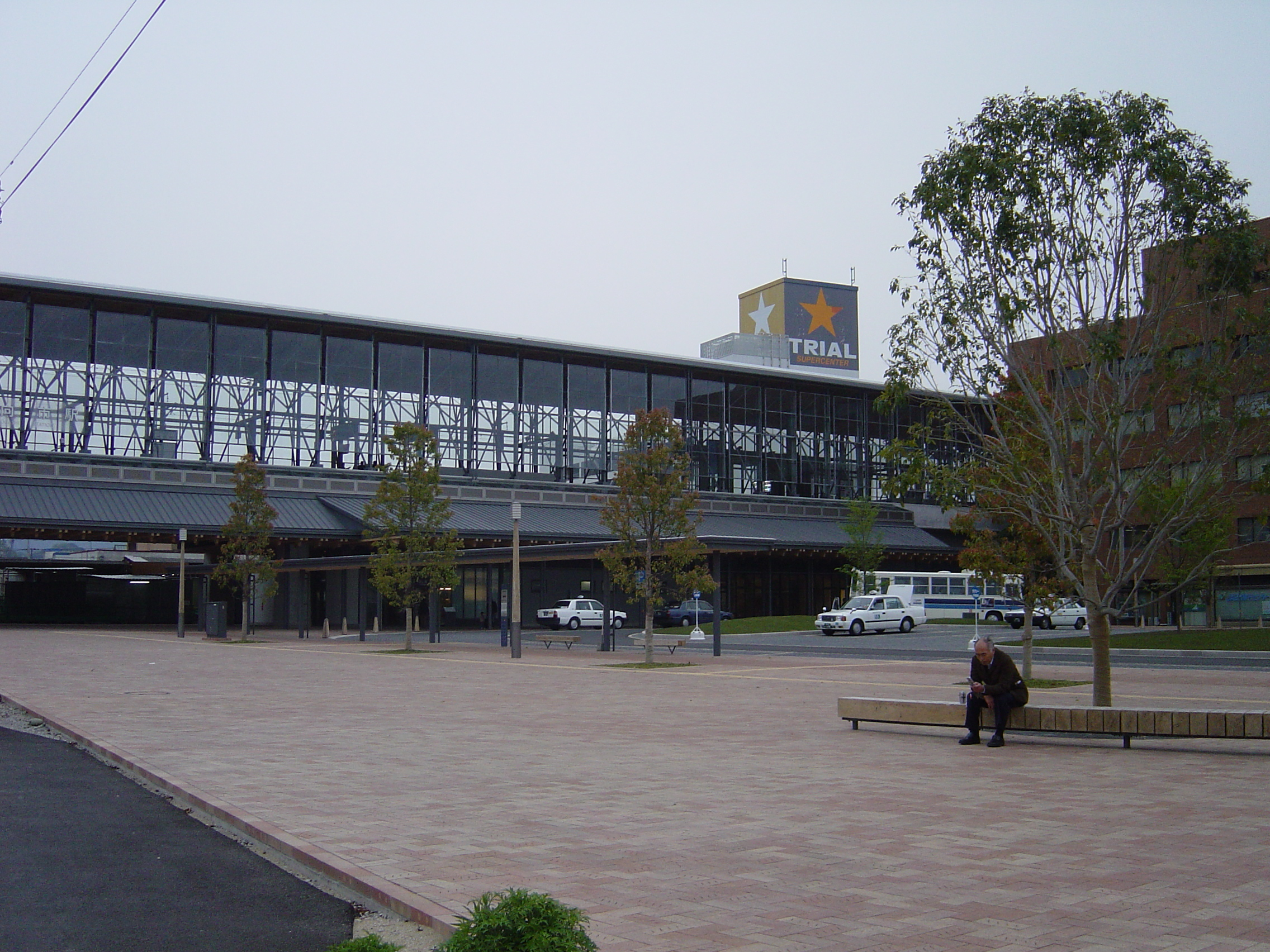
Bahnhof Hyūga-shi

  - Nationalstraße 10: nach Kitakyūshū und Kagoshima
  - Nationalstraße 327,446,506
- Zug:
  - JR Nippō-Hauptlinie: nach Kokura und Kagoshima

## Weblinks

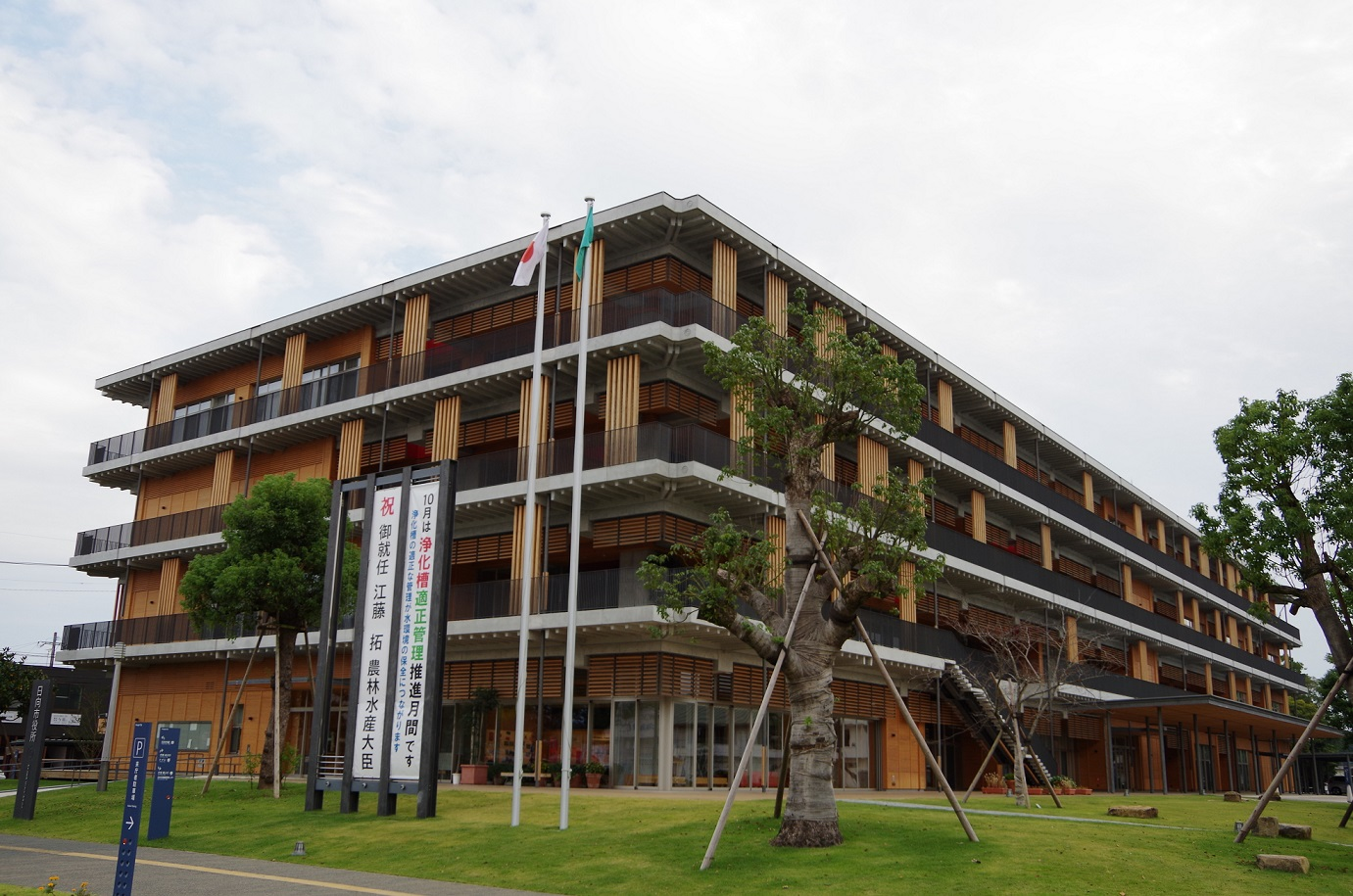
Rathaus von Hyuga (Oktober 2019)

## Söhne und Töchter der Stadt
- Oh! Great (* 1972), Mangaka
- Masatora Kawano (* 1998), Geher

## Angrenzende Städte und Gemeinden
- Kadogawa
- Misato
- Kijō
- Tsuno